# Detritivora argyrea
Detritivora argyrea is een vlindersoort uit de familie van de prachtvlinders (Riodinidae), onderfamilie Riodininae.
Detritivora argyrea werd in 1868 beschreven door H. Bates.